# Emidio Taliani
Emidio Taliani (Montegallo, 19 aprile 1838 – Montegallo, 24 agosto 1907) è stato un cardinale e arcivescovo cattolico italiano.

## Biografia
Nacque a Montegallo il 19 aprile 1838.
Nel 1896 fu nominato arcivescovo titolare di Sebastea. Papa Leone XIII lo elevò al rango di cardinale nel concistoro del 22 giugno 1903.
Morì il 24 agosto 1907 all'età di 69 anni.

## Genealogia episcopale e successione apostolica
La genealogia episcopale è:
- Cardinale Scipione Rebiba
- Cardinale Giulio Antonio Santori
- Cardinale Girolamo Bernerio, O.P.
- Arcivescovo Galeazzo Sanvitale
- Cardinale Ludovico Ludovisi
- Cardinale Luigi Caetani
- Cardinale Ulderico Carpegna
- Cardinale Paluzzo Paluzzi Altieri degli Albertoni
- Papa Benedetto XIII
- Papa Benedetto XIV
- Papa Clemente XIII
- Cardinale Marcantonio Colonna
- Cardinale Giacinto Sigismondo Gerdil, B.
- Cardinale Giulio Maria della Somaglia
- Cardinale Carlo Odescalchi, S.I.
- Cardinale Costantino Patrizi Naro
- Cardinale Lucido Maria Parocchi
- Cardinale Emidio Taliani

La successione apostolica è:
- Vescovo Laurenz Mayer (1899)
- Vescovo Godfried Marschall (1901)